# 蒙塔朗和圣梅迪耶
蒙塔朗和圣梅迪耶（法語：Montaren-et-Saint-Médiers，法語發音：[mɔ̃taʁɛ̃ e sɛ̃ medje]）是法国加尔省的一个市镇，位于该省中部略偏北，属于尼姆区。

## 地理
蒙塔朗和圣梅迪耶（44°1'48"N, 4°22'47"E）面积19.42 平方千米，位于法国奧克西塔尼大區加尔省，该省份为法国南部沿海省份，南端濒地中海，北起顺时针与阿尔代什省、沃克吕兹省、罗讷河口省、埃罗省、阿韦龙省和洛泽尔省接壤。
与蒙塔朗和圣梅迪耶接壤的市镇（或旧市镇、城区）包括：阿尔帕亚格和欧雷亚克、贝尔韦泽、拉布吕吉耶尔、塞尔维耶和拉博姆、于泽斯。

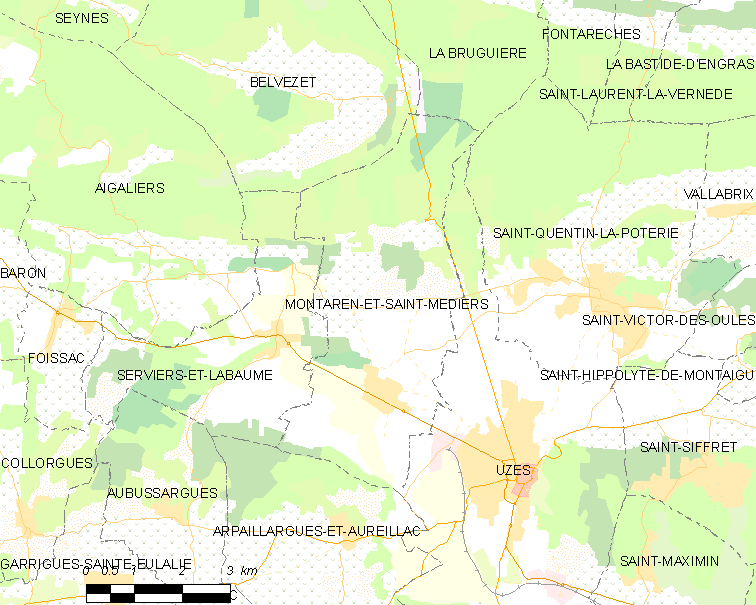
蒙塔朗和圣梅迪耶的OSM定位图

蒙塔朗和圣梅迪耶的时区为UTC+01:00、UTC+02:00（夏令时）。

## 行政
蒙塔朗和圣梅迪耶的邮政编码为30700，INSEE市镇编码为30174。

## 政治
蒙塔朗和圣梅迪耶所属的省级选区为于泽斯县。

## 人口

1962-2008年间蒙塔朗和圣梅迪耶人口变化图示

蒙塔朗和圣梅迪耶于2022年1月1日时的人口数量为1390人。